# Santa Elena (Argentyna)
Santa Elena – miasto w Argentynie, w prowincji Entre Ríos, w departamencie La Paz.
Według danych szacunkowych na rok 2010 miejscowość liczyła 17 791 mieszkańców.